# نادي المبرة
نادي المبرة الرياضي هو ناد لبناني لكرة قدم، تأسس في عام 1980 ويلعب في الدوري اللبناني الممتاز.

## الانجازات
- كأس الاتحاد اللبناني لكرة القدم: 1

2008
- الدوري اللبناني الدرجة الرابعة: 1

1987
- الدوري اللبناني الدرجة الثالثة: 1

1988
- الدوري اللبناني الدرجة الثانية: 2

1989، 2013

## الأداء في المنافسات الآسيوية
- كأس الاتحاد الآسيوي: ظهور وحيد

2009: مرحلة المجموعات